# Рикард Кубин
Рикард Кубин је био адмирал морнарице НДХ. 
У Kраљевини Југославији служио је као заповедник ескадриле и заповедник крстарице "Далмација". Носио је чин капетана бојног брода. У априлу 1941. приступио је Хрватском домобранству а током 1942. служио као прочелник очевидног одела главног стожера Домобранства, задржавши пређашњи чин. По неким непровереним подацима, 29. фебруара 1944. унапређен је у чин контраадмирала. Пензионисан је 4. септембра 1944, а умро је природном смрћу врло брзо након тога, крајем 1944. у Загребу.